# Грім: Важке дитинство
«Грім: Важке дитинство» (рос. «Гром: Трудное детство»; англ. Grom: Boyhood) — російський супергеройський детективний фільм 2023 року режисера Олега Трофіма, знятий кінокомпанією Bubble Studios разом із «Плюс Студією» та заснований на серії коміксів «Майор Грім» російського видавництва Bubble Comics. Сценаристами фільму виступили Артем Габрелянов і Євген Федотов, автори оригінальних коміксів про майора Грома, а також Катерина Краснер, яка відома своєю короткометражкою «Магія понад усе». Є третьою картиною в серії екранізацій коміксів Bubble, приквелом фільму «Майор Грім: Чумний Доктор», а також другим фільмом у «Кіновсесвіті Bubble». Головні ролі у фільмі виконали актори Сергій Марін, Кай Гетц, Володимир Яганов, Олексій Ведерніков, Данило Воробйов, Ірина Розанова, Олег Ягодін і Антон Адасинський. Крім того, брали участь Тихон Жизневський, Любов Аксьонова, Сергій Горошко, Костянтин Хабенський і Олександра Черкасова, які повторили свої ролі з «Чумного Доктора».

## Сюжет
Фільм відбувається в альтернативному Санкт-Петербурзі 1990-х. Спочатку показують 12-річного Ігоря Грома, який повертається додому закривавленим. Надалі розкривається, що його батько, Костянтин Грім, і його напарник Федір Прокопенко розслідують злочини Анубіса, який виявляється начальницею поліції Оленою Хмуровою.
Через конфлікт із батьком, Ігор вирішує заробити гроші для поїздки в Діснейленд, але його спроба з кулею призводить до неприємностей. Ігор допомагає журналісту знайти компромат на еліту, пов'язану з Анубісом, що призводить до драматичних подій, у яких гине його батько.
Наприкінці Ігор, уже дорослий, пропонує своїй дівчині поїхати в Діснейленд. У сцені після титрів доктор Рубінштейн пробуджує небезпечну субособистість Птаха у Сергія Розумовського.

## Акторський склад
- Кай Гетц — Ігор Грім
- Сергій Марін — Костянтин Грім
- Володимир Яганов — Ігнат «Бустер» Шпунько
- Олексій Ведьорніков — Федір Прокопенко
- Данило Воробйов — Юрій Смірнов
- Ірина Розанова — Олена Хмурова
- Олег Ягодін — Олексій Прищуров
- Антон Адасінський — глашатай